# Jasper Ritz
Jasper Ritz er tv-vært og podcaster. 
I 2010 medvirkede Jasper i “Ups! Det er live" med sketchen "Crime Riders" sammen med Martin Høgsted og har siden været vært på "Ups! Det er Live" sæson 2, Funnyhaha TV (TV2 Zulu), Menneskeforsøg (DR3), Hævnen er Sjov (TV2 ZULU), Esport på ZULU (TV2 Zulu), Zulu Julu Pakkeregn (TV2 Zulu) og Stupid Man - Smart Phone (TV2 Zulu), samt vært på Den Røde Løber til Zulu Awards (2015-2016) og Zulu Comedy Galla (2012). 
Jasper Ritz har sammen med David Mandel podcasten "Farmænd", som er udgivet siden april 2017.
Jasper Ritz er ligeledes vært på podcasten “Diagnosen”, sammen med iværksætter Morten Pedersen. “Diagnosen” udgives af Heartbeats.